# Diprotodontidae
Famille
Les Diprotodontidae (diprodontidés en français) constituent une famille éteinte de grands marsupiaux, endémiques à l'Australie où ils ont vécu de l'Oligocène jusqu'à la fin du Pléistocène c'est-à-dire d'environ -28 millions à -11 000 ans.

## Liste desgenres
Selon The Paleobiology database :
- † Bematherium ;
- † Brachalletes ;
- † Diprotodon ;
- † Euowenia ;
- † Euryzygoma ;
- † Koalemus ;
- † Kolopsis ;
- † Kolopsoides ;
- † Meniscolophus ;
- † Neohelos ;
- † Nototherium ;
- † Plaisiodon ;
- † Pyramios ;
- † Raemeotherium ;
- † Sthenmerus ;
- † Zygomaturus.